# Giang Đông, Ninh Ba
Giang Đông (chữ Hán phồn thể: 江東區, chữ Hán giản thể: 江东区, bính âm: Jiāngdōng Qū, âm Hán Việt: Giang Đông khu) là một quận cũ thuộc địa cấp thị Ninh Ba, tỉnh Chiết Giang, Cộng hòa Nhân dân Trung Hoa. Quận Giang Đông có diện tích 38 km², dân số 230.000 người. Mã số bưu chính là 315040. Chính quyền quận đóng ở số 58, đường Thái Hồng Bắc. Về mặt hành chính, quận Giang Đông được chia thành 7 nhai đạo: Bách Trượng, Phúc Minh, Đông Liễu, Đông Thắng, Minh Lâu, Đông Giao, Bạch Hạc. Các đơn vị này lại được chia ra thành 72 xã khu.
Từ tháng 10 năm 2016, quận Giang Đông giải thể, địa bàn sáp nhập với phần phía đông quận Ngân Châu cũ để thành lập quận Ngân Châu mới.